# 馬翁紋鮭脂鯉
馬翁紋鮭脂鯉為輻鰭魚綱脂鯉目脂鯉亞目鮭脂鯉科的其中一種，為熱帶淡水魚，分布於非洲三比西河、庫內內河、奧塔萬戈河等流域，體長可達8.5公分，棲息在植物生長的河川淺水處及氾濫區，以昆蟲及其他無脊椎動物為食，生活習性不明，可做為觀賞魚。

## 扩展阅读
維基物種上的相關：馬翁紋鮭脂鯉